# Vodní stavby u Bohatic a Pertoltic
Hlavním objektem souboru vodních staveb na katastrálním území obcí Bohatice a Pertoltice pod Ralskem v okrese Česká Lípa v Libereckém kraji je secesní vodojem z počátku 20. století. Tento vodojem je spolu s prameništěm, jímkou, šachtou a potrubím na sousedním území obce Pertoltice pod Ralskem od roku 2014 zapsán v Ústředním seznamu nemovitých kulturních památek České republiky. Celý systém je stále funkční a slouží k zásobování vodou koupaliště v Zákupech.

## Historie
Přípravy na výstavbu vodovodu pro město Zákupy probíhaly na počátku 20. století, finální projednání této výstavby probíhalo v roce 1912 a 23. května 1913 politická expozitura v Mimoni vydala příslušné vodoprávní povolení. Podle dochovaných materiálů projektovou dokumentaci zpracovala firma L. Bill & Comp. z Děčína - Podmokel. Investorem stavby bylo město Zákupy, které v uvedené době náleželo k habsburskému zákupskému panství. Závěrečné vyúčtování dokončeného vodního díla, zahrnující celkové náklady ve výši 124 499 korun a 77 haléřů, bylo stavební firmou městu předloženo k 31. prosinci 1913.
V roce 1936 byla stavba upravena a bylo zesíleno potrubí, vedoucí z vodojemu do města. Koncem 80. let 20. století byla zákupská vodovodní síť připojena na vodojem v Lasvicích a stávající vodovod byl podnikem Severočeské vodovody a kanalizace předán opět do správy města. Kolem roku 2012 byly v objektu vodojemu ukradeny původní kovové ventily a části potrubí. Z důvodu nutnosti udržet zařízení v provozu musely být ventily a trubky nahrazeny novými plastovými výrobky. Původní vodovod s vodojemem je stále funkční a slouží k dodávání vody pro zákupské koupaliště. Zároveň je zachováván v provozu jako rezervní zdroj pro případ, že by došlo k výpadku současného hlavního zdroje vody z Lasvic.

## Popis

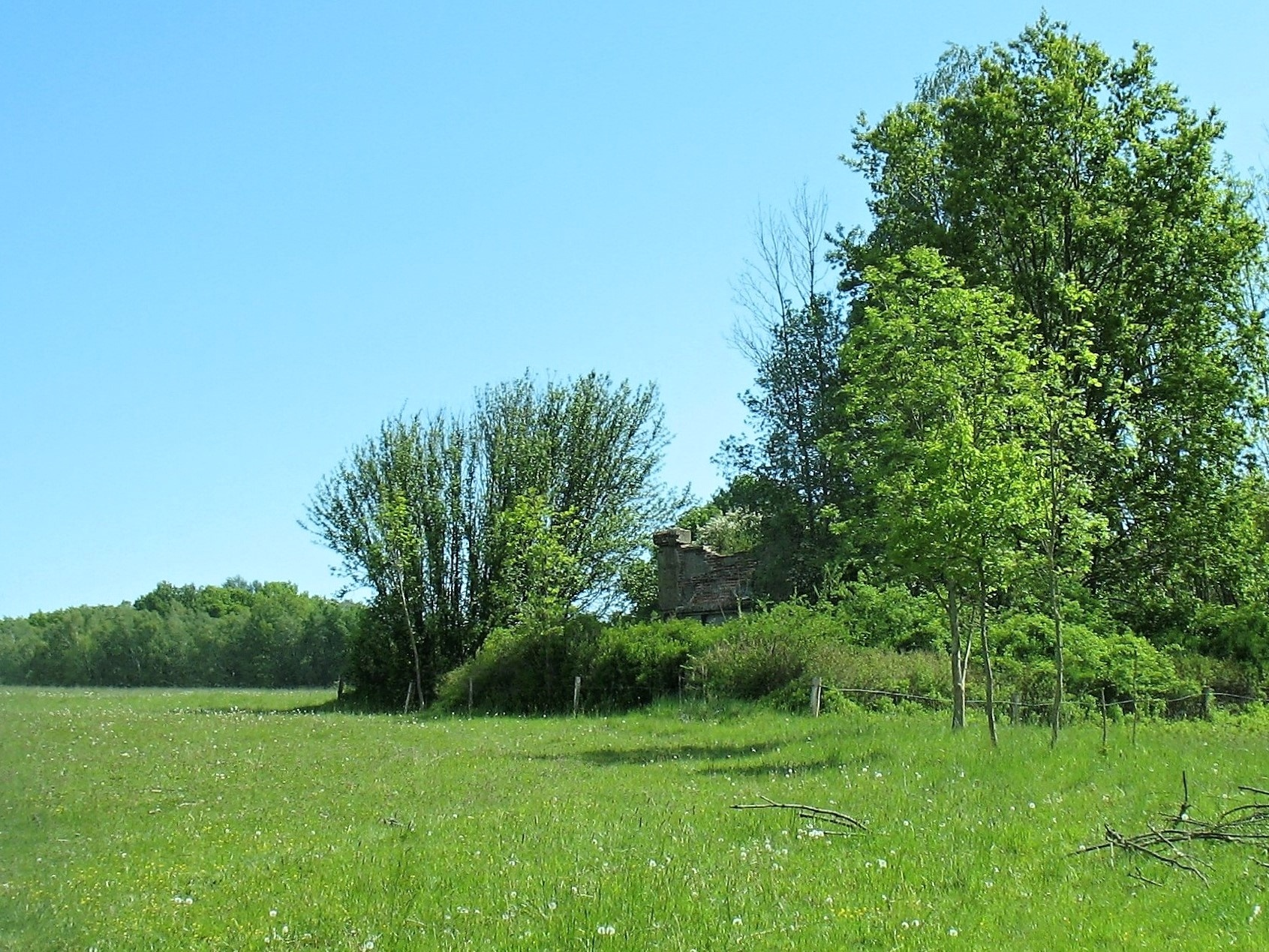
Pohled na vodojem od okraje louky

Vodojem v pozdně secesním stylu byl vybudován u severního úpatí Ptačího vrchu (337 m n. m.) v nadmořské výšce 293 metrů na parcele katastru Bohatic č. 730 (Pozn.: v Památkovém katalogu NPÚ se uvádí číslo parcely 101, zjevně však jde o omyl, protože taková parcela v Bohaticích neexistuje). Parcela č. 730, stejně jako přilehlá parcela 108/6, pod níž zasahují podzemní nádrže, je v majetku obce Bohatice. Samotné prameniště leží ve vzdálenosti zhruba 400 metrů od vodojemu o něco výše směrem na východ na parcele č. 1132 v lesní lokalitě Čihadla, která již náleží do katastru obce Pertoltice pod Ralskem. Rozvod vody z vodojemu do Zákup je díky jeho poloze pouze gravitační.

### Vodojem
Jádro stavby tvoří železobetonová konstrukce zemního vodojemu. Nadzemní část je vybudovaná z pálených cihel, omítnutých tvrdou vápenno-cementovou omítkou. Vstupní průčelí budovy je členěno a vyzdobeno ve stylu pozdní secese. Po stranách vstupu jsou ozdobné pilastry, ukončenými toskánskými hlavicemi a římsou.Na bocích u nároží objektu jsou šikmé pilíře, jejichž horní část je ozdobena geometrickým dekorem. V přední části interiéru je vstupní komunikační místnost, pod kterou je železobetonová odtoková komora, do níž vede šachta s železnými stupy na stěně.Podlahu kryjí čtvercové dlaždice s mozaikovými motivy, na stěnách a na stropě jsou pozůstatky geometrické štukové výzdoby. Na vstupní místnost navazuje v podzemí dvojice valeně zaklenutých sběrných nádrží a celkovém objemu 250 m³ vody.

### Prameniště s vodním dílem
Prameniště na katastrálním území Pertoltic pod Ralskem spolu s pramennou jímkou, přístupovou šachtou a vodovodním potrubím, kterým se přivádí voda z prameniště do vodojemu, je nedílnou součástí památkově chráněného souboru vodních staveb u Pertoltic a Bohatic na Českolipsku. U prameniště je pod terénem umístěna železobetonová jímka, opatřená přístupovou šachtou s kovovými stupínky. V prameništi jsou až několik metrů hluboké zářezy, z nichž je ocelovým potrubím odváděna voda do jímky, rozdělené šikmými přepážkami na čtyři komory. Z komor se přes přepady dostává voda do potrubí, kterým odtéká do vodojemu u Ptačího vršku.

## Dostupnost
Vodojem na hranici lesa a soukromých pastvin je volně přístupný, proti vstupu není zabezpečen ani jeho interiér. Na pozemek však nevede žádná cesta. Místní komunikace, která původně směřovala z obce k severnímu úpatí Ptačího vršku, je na několika místech přerušena ohradníky kolem pastvin, případně soukromým pozemkem u jednoho z místních hospodářství, kam je vstup zakázán. Na západním a severním úbočí Ptačího vršku nedaleko vodojemu se nacházejí tři zastavení Naučné stezky Ptačí vršek - Bohatice, vybavené masívními stoly, lavicemi a informačními tabulemi. Ke stezce, jejíž vybudování bylo spolufinancováno z dotačního Programu rozvoje venkova na období 2014 – 2020, však rovněž nevede žádná veřejná cesta – s její výstavbou se počítalo až po roce 2020.

## Galerie

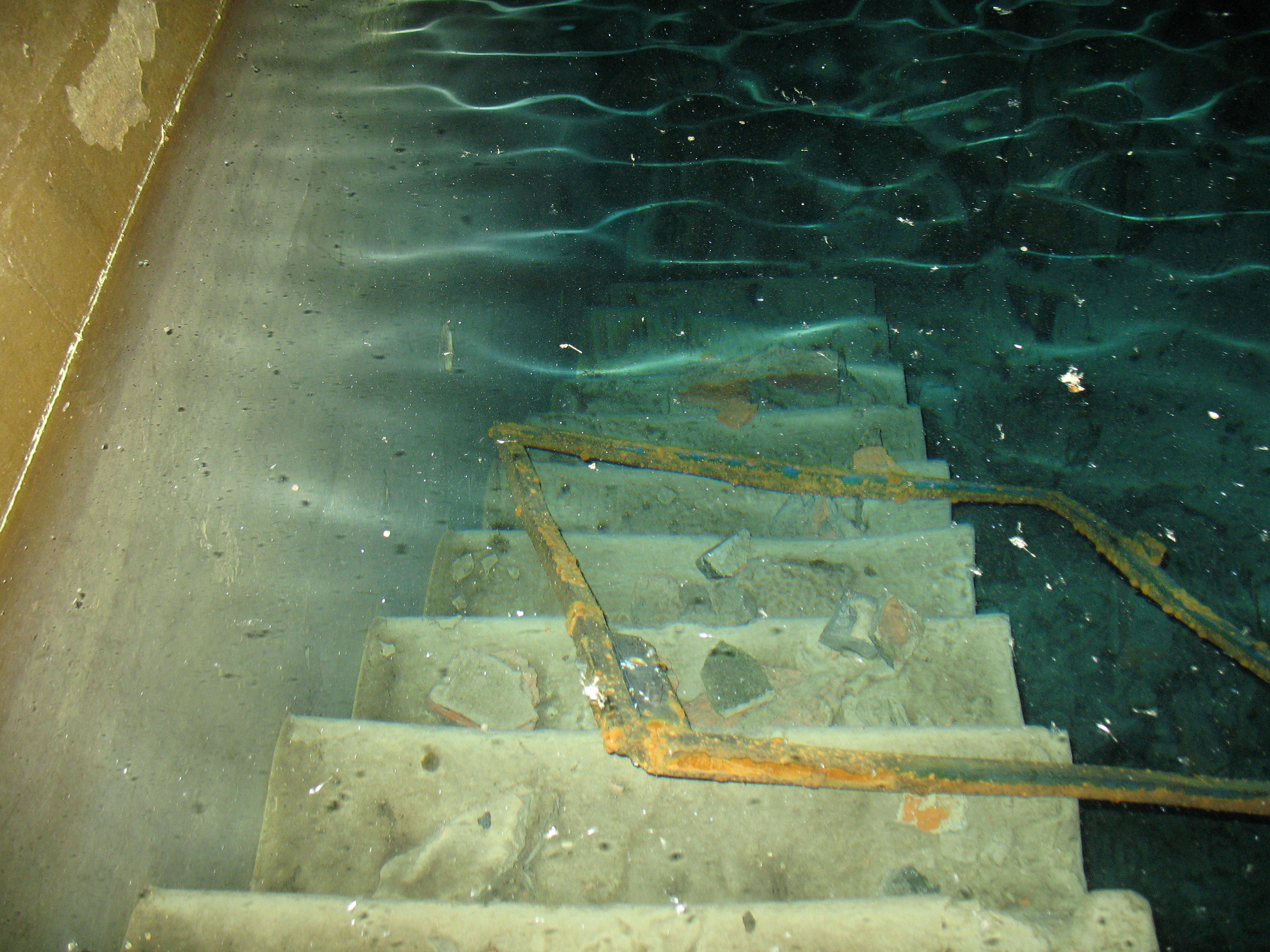
Schodiště do funkční vodní nádrže
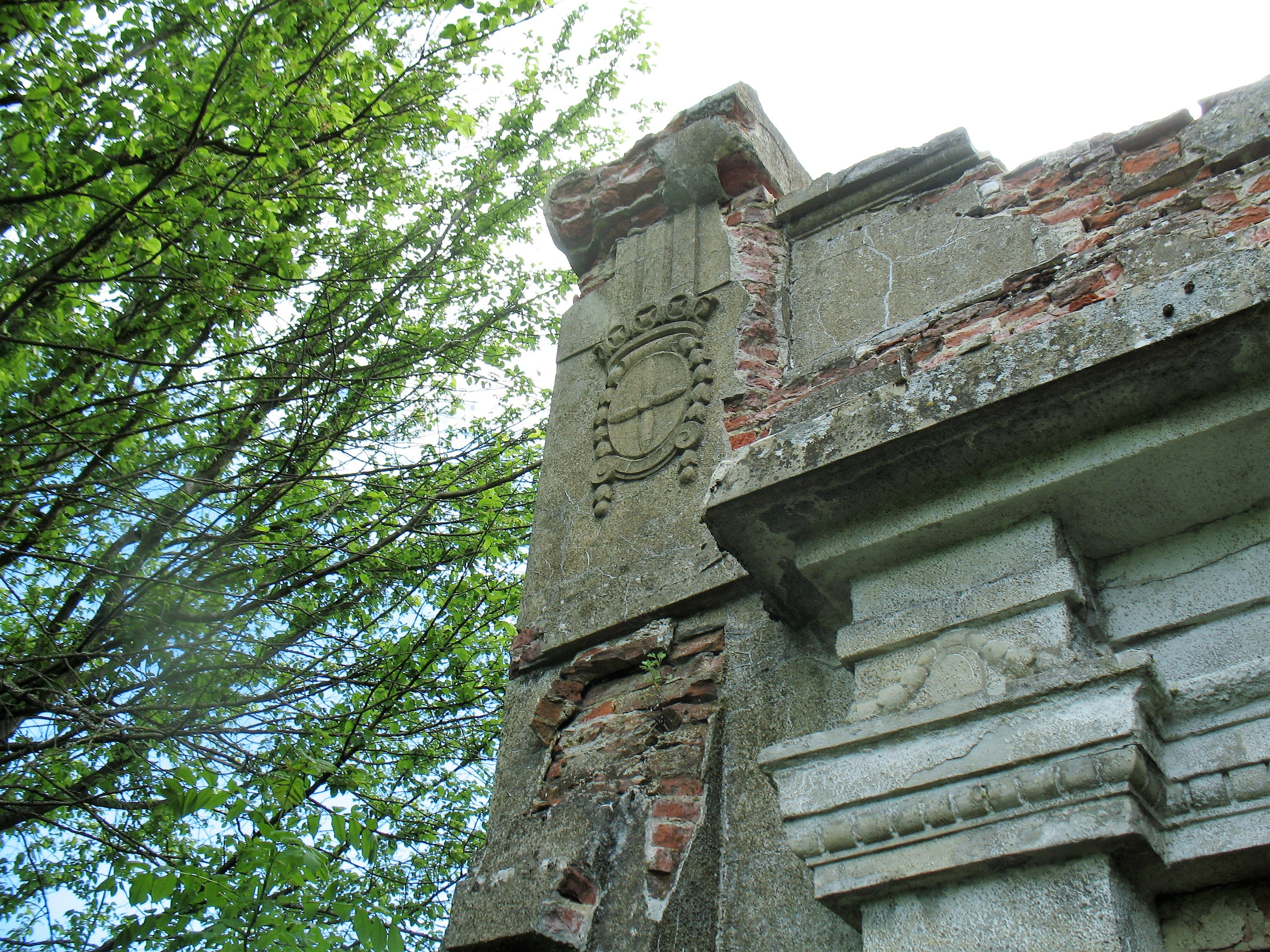
Nároží vlevo od vchodu do vodojemu
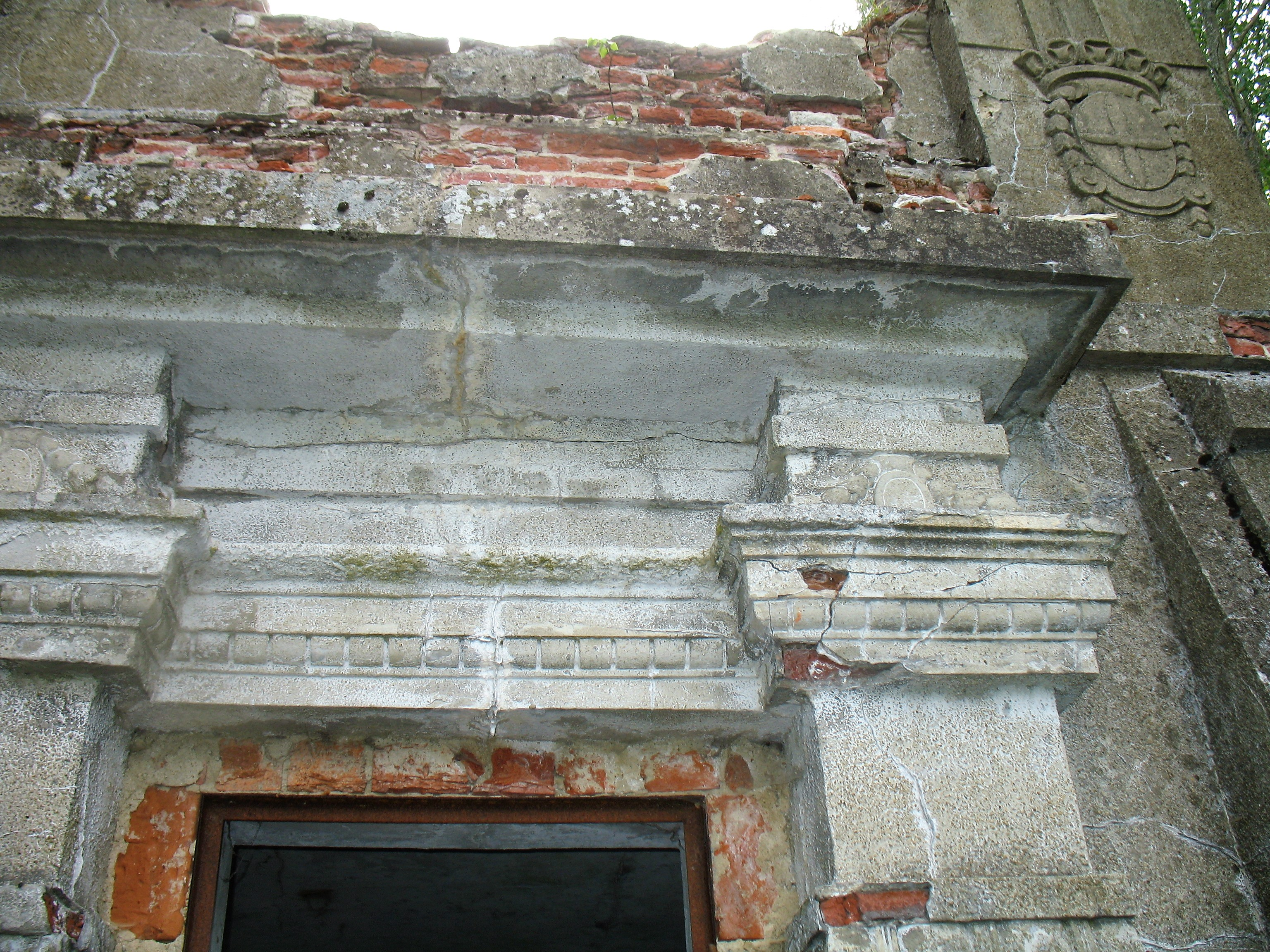
Portál u vstupu do vodojemu
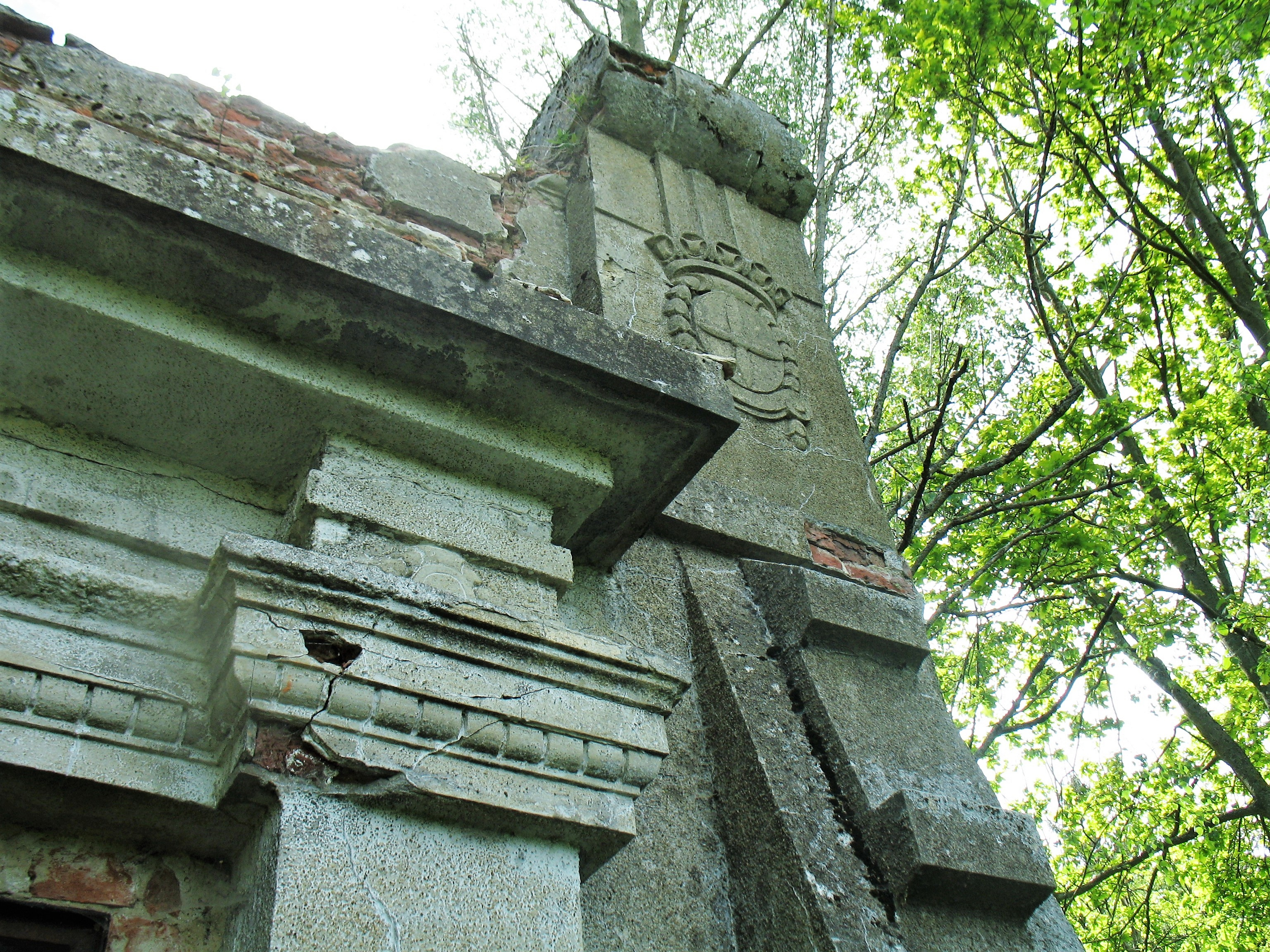
Pilastr s ozdobami napravo od vchodu
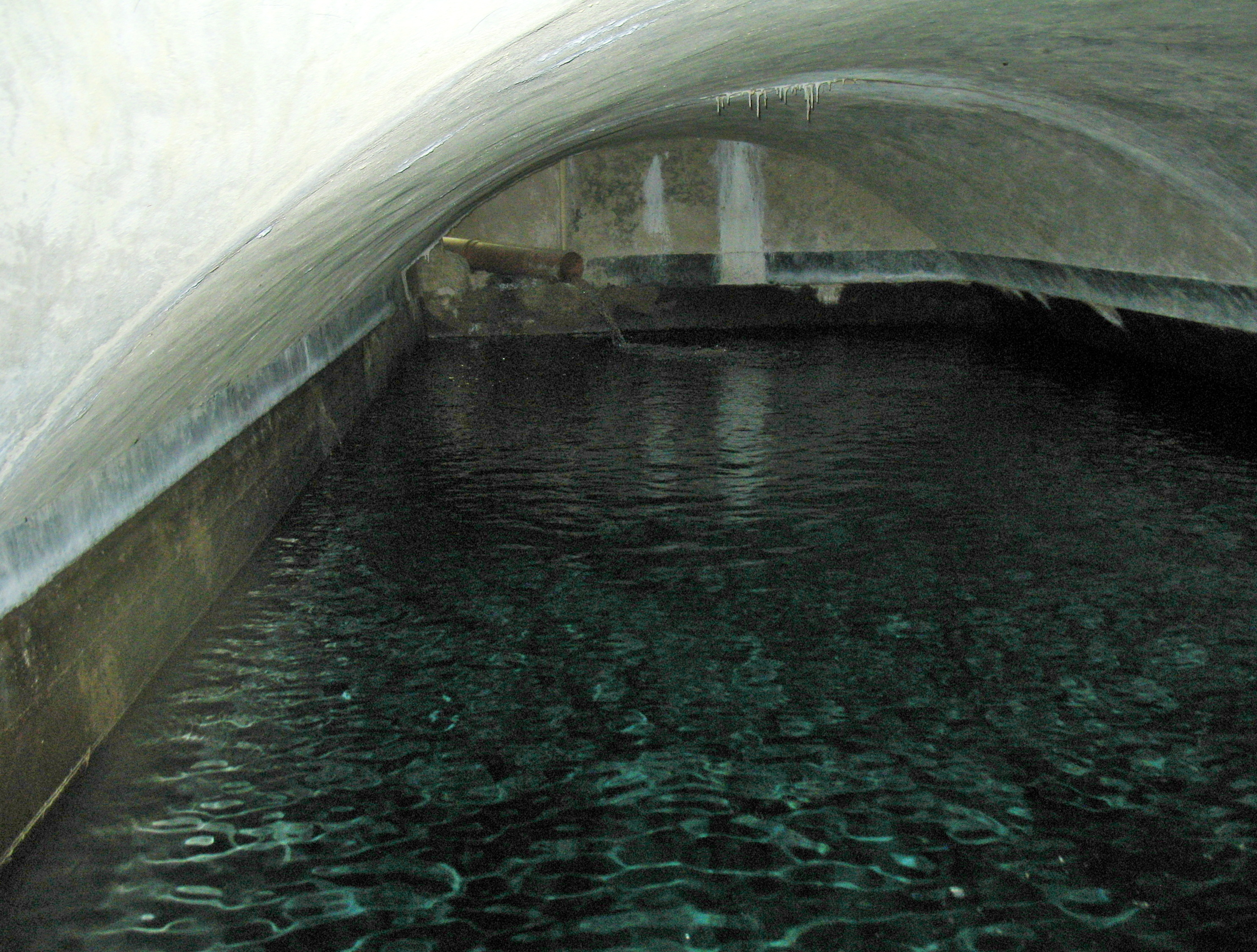
Jedna ze dvou podzemních nádrží